# Michael Ostendorfer
Michael Ostendorfer ou Michael Ostendorffer, né vers 1490 ou en 1494 et mort au début du mois de décembre 1559 à Ratisbonne, est un peintre et un graveur allemand de l'époque de la Renaissance. Du point de vue stylistique, ses œuvres sont rattachées au courant de l’école du Danube ; il a probablement travaillé dans l'atelier d'Albrecht Altdorfer.

## Biographie
Le lieu de naissance de Michael Ostendorfer n'est pas connu ; il était probablement originaire de Souabe. Il est attesté comme peintre de cour au service de l’électeur palatin Frédéric II à Neumarkt en Bavière. Vers 1519, il s'installe à Ratisbonne, où il épouse Anna Wechin, fille d'un fourreur, et acquiert en 1528 une maison dans la Steckgasse qui lui appartient jusqu’en 1540. Il travaille vraisemblablement dans l'atelier d'Altdorfer. Entre 1535 et 1544, Ostendorfer revient à Neumarkt en tant que peintre de la cour de Frédéric II ; il s'installe ensuite à Amberg, sans que son séjour soit documenté. En 1549, il redevient citoyen de Ratisbonne et se convertit au protestantisme. Ostendorfer vit alors dans des conditions précaires avec sa famille, il fait face à des dettes qu’il a du mal à régler : la maladie de la goutte l’empêche de travailler. Sa femme et deux de ses deux enfants meurent.
Le conseil municipal et la communauté évangélique de Ratisbonne lui commandent des travaux de peinture de fontaines, ainsi que des gravures sur bois représentant la ville ou des événements urbains. En 1554, le conseil municipal lui passe commande de l’autel pour la nouvelle église paroissiale protestante ; une partie seulement de l’avance demandée lui est accordée, le Conseil connaissant l’insouciance de l’artiste en matière d’argent. L’autel est achevé en 1555, sans que la situation financière de l’artiste s’améliore. En 1556, Ostendorfer emménage dans une maison pour les pauvres, gérée par la confrérie des frères de Saint Ignace. Il tente de donner des cours de peinture pour réduire sa dette, mais sans succès.
Ostendorfer meurt pauvre et insolvable à la fin de l’année 1559 ; son inventaire après décès est un document très succinct.
Le lycée de Neumarkt (Ostendorfer-Gymnasium) porte le nom du peintre.

## Œuvre

### Peintures
- Visage du Christ sur le voile de Véronique, 1520, Ratisbonne, Musée d'histoire.
- Die Schöne Maria, huile sur bois, 1529, Ratisbonne, Musée d'histoire.
- Judith portant la tête d'Holopherne, 1530, Cologne, Musée Wallraf Richartz.
- Lucrèce se donnant la mort, 1530, Ratisbonne, Musée d'histoire.
- Portrait d'une jeune homme, 1533, Ratisbonne, Musée d'histoire.
- Adam et Ève, 1539, Ratisbonne, Musée d'histoire.
- Crucifixion, 1552, Ratisbonne, Musée d'histoire.
- Autoportrait, Vienne, Musée Liechtenstein.
- Portrait d'un jeune prince (le duc Albert V de Bavière ?), Ratisbonne, Musée d'histoire.
- Portrait de Frédéric III de Saxe, Tokyo, Fuji Art Museum.
- Portrait d'homme, Royaume Uni, Royal Collection.

L'autel réalisé pour la Neupfarrkirche de Ratisbonne a été retiré de l'église au début du XVIIe siècle et, après avoir été stocké en divers lieux de la ville, devient en 1840 propriété de la Société historique de Ratisbonne ; il est exposé dans le Musée d'Histoire de Ratisbonne. Seule la partie centrale et deux ailes sont préservées,.

### Gravures

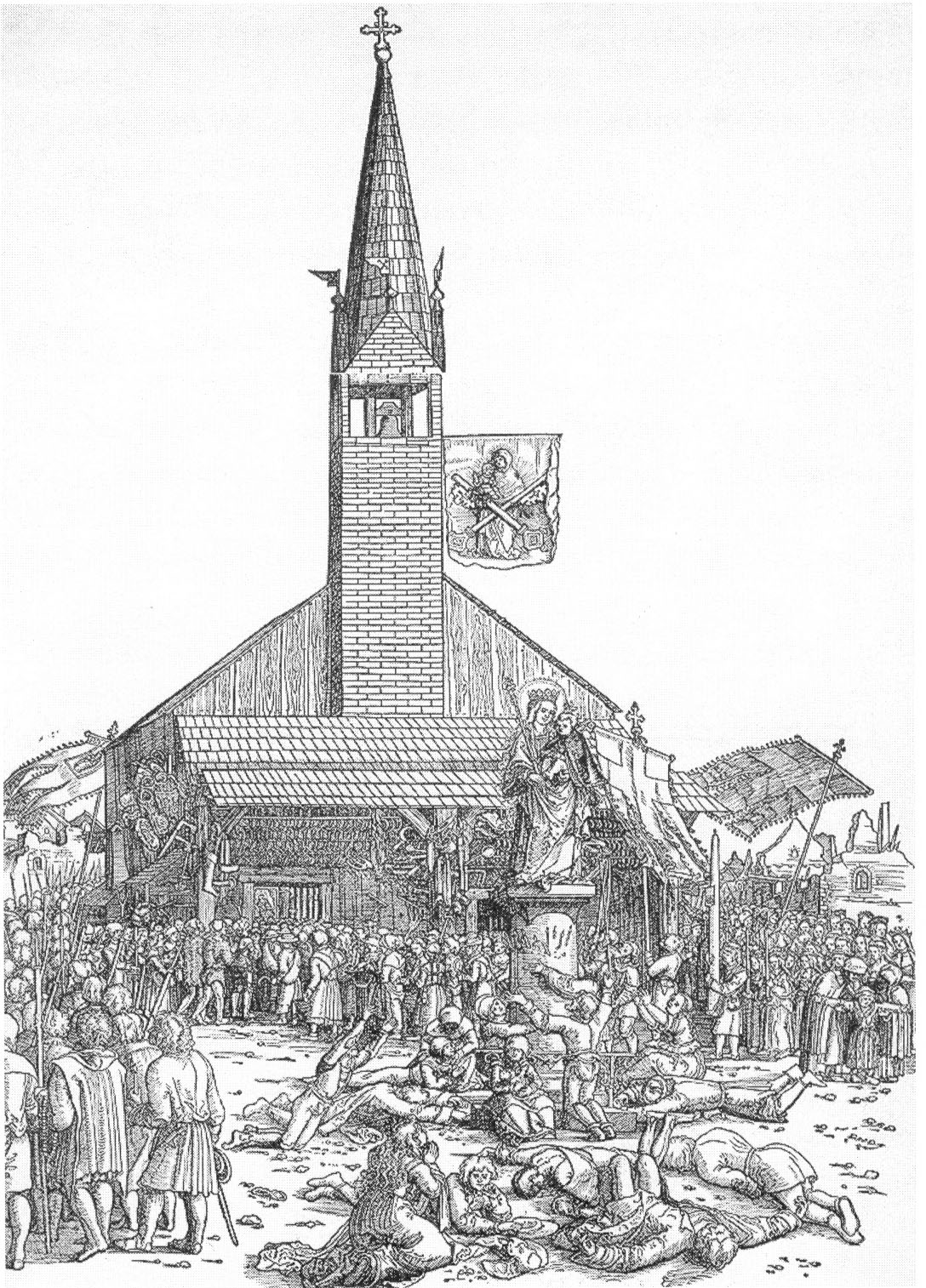
Le pèlerinage à l'église de la Schöne Maria de Ratisbonne, c. 1520.

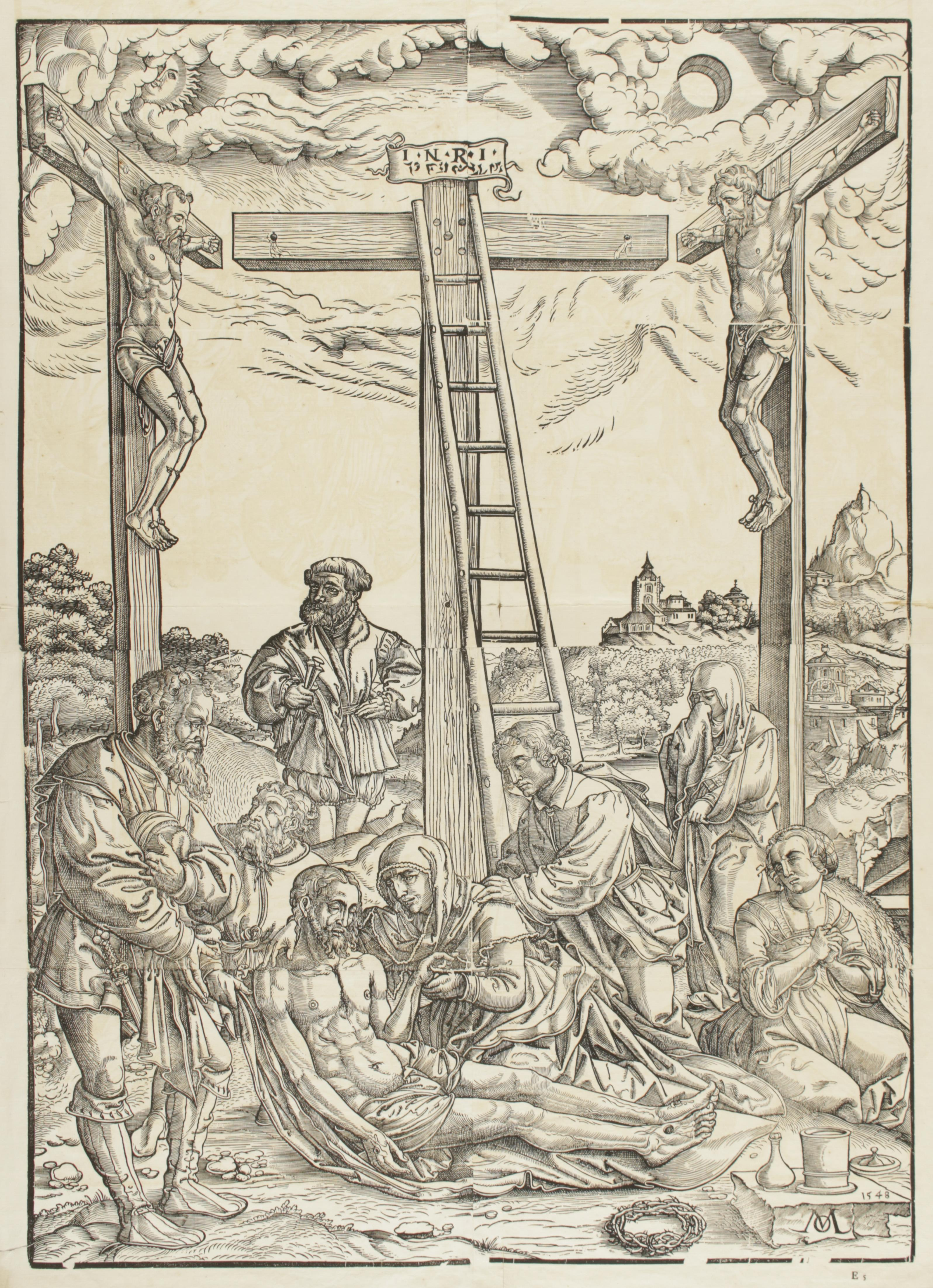
Déploration sur le Christ mort, 1548.

Michael Ostendorfer est graveur sur bois. Il effectue des travaux pour des imprimeurs : de 1525 à 1532 pour Paul et Hans Kohl, imprimeurs à Ratisbonne ; de 1522 à 1541 pour l'astronome et imprimeur Peter Apian à l'université d'Ingolstadt (il réalise les gravures de l'Astronomicum Caesareum publié en 1540) ; pour l'éditeur et imprimeur de Nuremberg Hans Guldenmund en 1544.
- Le Pèlerinage à l'église de la Schöne Maria de Ratisbonne, vers 1520[7].
- Projet de la nouvelle église de la Schöne Maria à Ratisbonne, vers 1520.
- Portrait de Hans Sachs, 1545 (attribution)[n 3].
- Déploration sur le Christ mort, 1548.